# Cane da ferma tedesco a pelo corto
Il cane da ferma tedesco a pelo corto o Deutsch Kurzhaar o bracco tedesco è una razza canina di origine tedesca, riconosciuta dalla FCI (Standard N. 119, Gruppo 7, Sezione 1).
Il bracco tedesco a pelo corto è una razza le cui tracce precise si rivengono nel XVII secolo, quando i cacciatori tedeschi, forse a partire da cani bracchi europei presenti nel territorio, selezionarono e presero ad allevare con continuità un cane da caccia polivalente, apportandogli poi sangue del pointer inglese.
Il bracco tedesco, di portamento nobile e snello, è alto dai 58 ai 66 cm al garrese, pesante usualmente tra i 25 ed i 30 kg, ha il pelo corto e raso di colore bruno chiaro, bianco con testa bruna oppure nero.

## Caratteristiche
Il bracco tedesco è un cane incredibilmente energico e potente, in grado di correre per ore. Può essere selezionato sia per la ferma che per la cerca. È anche un eccellente nuotatore ed è in grado di seguire le tracce di una preda anche nell'acqua profonda. Inoltre, è in grado di riconoscere una traccia anche dopo 60 ore, ignorando eventuali distrazioni.